# Lucía Rosalinda Victoria Tartaglia
Lucía Rosalinda Victoria Tartaglia (6 de junio de 1953, Santa Rosa, La Pampa, detenida-desaparecida el 27 de noviembre de 1977, Capital Federal) militante de la Juventud Universitaria Peronista (JUP) víctima de la última dictadura cívico militar de Argentina.

## Breve reseña
Cursó sus estudios primarios y secundarios en la provincia de La Pampa. Luego se trasladó a La Plata para estudiar Derecho. Se incorporó al FAEP (Frente de Agrupaciones Eva Perón), para más tarde integrarse a la JUP (Juventud Universitaria Peronista). Con su compañero Enrique Sierra se trasladaron a Buenos Aires. El 21 de noviembre de 1977 Enrique fue asesinado en el marco del operativo ilegal que intentaba su secuestro. El 24 de noviembre de 1977 Lucía avisó a su madre que Enrique había desaparecido. Al día siguiente, María Rosario López de Tartaglia, madre de Lucía, viajó a Buenos Aires, pero ya no pudo saber más de ella.

## Secuestro y desaparición
Lucía Tartaglia fue secuestrada el 27 de noviembre de 1977. Según diversos testimonios, estuvo en los centros clandestinos de detención conocidos como Club Atlético, El Banco, El Olimpo y el Hospital Militar Central. Durante su cautiverio, Lucía quedó embarazada.

## Recuperación de la identidad de su hija
Un año después de su secuestro, Lucía Tartaglia envió una carta a sus familiares en la que les comunicaba que esperaba un hijo que nacería aproximadamente a principios de 1979. Desde ese momento, la familia comenzó la búsqueda que habría de finalizar con resultado positivo en octubre de 2017, cuando a partir de las muestras aportadas, los estudios de ADN dieron como resultado la identificación de la hija de Lucía. “Gracias a la perseverancia de nuestra búsqueda y de todo el movimiento de Derechos Humanos, hoy la nieta 125 puede conocer la verdad sobre su origen”, destacó el comunicado de Abuelas.

## Reconocimientos
En mayo de 2005, el presidente de la Argentina en ese momento, Néstor Kirchner,  estuvo en Santa Rosa, donde visitó a la familia de Lucía Tartaglia quien fuera amiga y compañera de militancia.
En diciembre de 2010, el hermano de Lucía, Aldo Tartaglia, fue recibido en la Casa Rosada por Cristina Fernández de Kirchner, entonces presidenta de la Nación.
Una calle en Santa Rosa, La Pampa, lleva el nombre de Lucía Tartaglia en su memoria.

## Libro
En 2005 se publicó un libro que relata la vida de Lucía.
- Gatica, Oscar. Lucía, una historia de militancia y alegría: vida de una desaparecida. Edición del Autor. ISBN 978-987-43-9416-3.